# کارمتسوو-والموو
کارمتسوو-والموو (به آلمانی: Carmzow-Wallmow) یک شهر در آلمان است که در Brüssow واقع شده‌است. کارمتسوو-والموو ۷۱۳ نفر جمعیت دارد.